# 斉藤梨絵
斉藤 梨絵（さいとう りえ、1978年7月26日 - ）は、日本の女性声優。ステイラック所属。北海道出身。

## 来歴
TV『ゲームの惑星』（1997年9月30日 - 1998年3月末頃、MBS）の企画で、採用試験（オーディション）で選ばれてデビュー。
当初は舞台を中心に活動していたが、『ロズウェル - 星の恋人たち』で声優としてデビューした。
2006年より、ゲーム「スーパーロボット大戦シリーズ」の公式HP内でブログ執筆中。2007年から2012年まで同シリーズのラジオ番組『スパロボOGネットラジオ うますぎWAVE』に出演。2008年には『スーパーロボット大戦Z』のツィーネ・エスピオ役でゲーム本編に出演した。
2025年3月31日、同日付でオフィスPACが事業停止したことに伴い、翌4月1日付でステイラックに移籍。

## 人物
特技は茶道。

## 出演
太字はメインキャラクター。

### テレビアニメ
2002年
- カレイドスター　新たなる翼（パフォーマーB）
- バロムワン（カップルの女、女兵士）
- ふぉうちゅんドッグす（アリス）
- 魔王ダンテ（火炎神）
- ワイルド7 another -謀略運河-（終電）

2004年
- 犬夜叉（奥女中）
- 銀河鉄道物語（アイリーン・サマー）
- ヒットをねらえ!（生田皐月、宮古裕恵）
- 忘却の旋律（紅い髪の少女）
- MAJOR 1stシーズン（女の子の母）
- 焼きたて!!ジャぱん（東稲穂）

2005年
- 学園アリス（サメ帽子君）
- まほらば（水無月まひる）

2006年
- Ergo Proxy（リル・メイヤー）
- 結界師（2006年 - 2008年、雪村時音）
- しましまとらのしまじろう（図書館職員のお姉さん）
- 爆球Hit! クラッシュビーダマン（神取美鷹）

2007年
- 電脳コイル（ダイチ）

2008年
- シゴフミ（女子アナ）

2010年
- スーパーロボット大戦OG -ジ・インスペクター-（エリ・アンザイ）

2015年
- 牙狼-GARO- -炎の刻印-（ファナ）

### OVA
- NARUTO -ナルト- THE CROSS ROADS（2009年、ヤマメ）

### ゲーム
2005年
- 義経英雄伝（静御前）
- 義経英雄伝修羅（静御前）

2006年
- ファンタシースターユニバース（マヤ・シドウ、マナ）

2007年
- 結界師 烏森妖奇談（雪村時音）
- 結界師 黒芒楼の影（雪村時音）
- 召喚少女 〜ElementalGirl Calling〜（アレクサンドラ）
- チョコボの不思議なダンジョン 時忘れの迷宮（フレイア）
- ファンタシースターユニバース イルミナスの野望（マヤ・シドウ、マナ）

2008年
- 結界師 黒芒楼襲来（雪村時音）
- スーパーロボット大戦Z（ツィーネ・エスピオ）
- ファンタシースターポータブル（マヤ・シドウ、マナ）

2009年
- ファンタシースターポータブル2（マヤ・シドウ）

2010年
- Another Century's Episode:R
- NARUTO -ナルト- 疾風伝 キズナドライブ（天狼リュカ）

2012年
- 第2次スーパーロボット大戦OG（ミラ・ライオネス）

2015年
- 第3次スーパーロボット大戦Z 時獄篇 / 天獄篇（ツィーネ・エスピオ）
- 真・三國無双ブラスト（樊玉鳳）

### 吹き替え

#### 担当女優
ローレン・アンブローズ
- 昏睡病棟 -COMA-（スーザン・ウィーラー）
- シックス・フィート・アンダー（クレア・フィッシャー）
- トーチウッド 人類不滅の日（ジリー・キッツィンジャー）
- わが心の友 愛犬デヴォン（エマ）

#### 映画
- アメリカン・グラフィティ2（ローリー〈シンディ・ウィリアムズ〉）
- ある日モテ期がやってきた（モリー・マクレイッシュ〈アリス・イヴ〉）
- アンタッチャブル
- 怒りの河（マージ〈ロリ・ネルソン〉）※ソフト版
- イナフ ※テレビ東京版
- インディ・ジョーンズ/魔宮の伝説（ウィリー・スコット〈ケイト・キャプショー〉）※WOWOW版
- ウィズアウト・リモース（ドナ）
- ウォーク。ライド。ロデオ。
- 歌追い人（ディレイディス・スローカム〈エミー・ロッサム〉）
- オールド（プリスカ〈ヴィッキー・クリープス〉[10]）
- 奥さまは魔女（タバサ）
- カレンダー・ガールズ
- キミに逢えたら!（キャロライン〈アリ・グレイナー〉）
- グリンチ ※NHK版
- 恋のQピッド（マンディ・チョン〈セシリア・チャン〉）
- コモドVSキングコブラ（スーザン〈ミシェル・ボース〉）
- サブウェイ123 激突（テレンス・ガーバー〈アンジャニュー・エリス〉）
- サプライズ（ハヨン〈イ・ヨウォン〉）
- シティ・オブ・メン （クリス）
- ジャンパー（ミリー・ハリーズ〈レイチェル・ビルソン〉）※劇場公開版（ソフト収録）
- シャンハイ・ヌーン（フォーリング・リーヴス）※テレビ朝日版
- 15時17分、パリ行き（アレクの母〈ジェナ・フィッシャー〉）
- ステイ・フレンズ（ジェイミー〈ミラ・クニス〉）
- ストンプ!（レイヤ〈ルティナ・ウェスリー〉）
- SONNY ソニー（キャロル〈ミーナ・スヴァーリ〉）
- TAXi3 ※フジテレビ版
- 007シリーズ
  - 007 ドクター・ノオ ※ソフト版
  - 007 消されたライセンス（ルペ・ラモーラ〈タリサ・ソト〉）※ソフト版
- チェイス・ヴァニッシャー（アンバー〈ジェナ・ディーワン〉）
- チャプター27（ジュード・スタイン〈リンジー・ローハン〉）
- ディセント2（リオス〈クリステン・カミングス〉）
- デス・プルーフ in グラインドハウス（シャナ・バナナ〈ジョーダン・ラッド〉）
- トーク・トゥ・ハー（アンヘラ）
- ドリームガールズ（ローレル・ロビンソン〈アニカ・ノニ・ローズ〉）
- トリコロールに燃えて
- 9デイズ（ジェリー〈ケリー・ワシントン〉）※フジテレビ版
- ニュームーン/トワイライト・サーガ（ジェシカ〈アナ・ケンドリック〉）
- バーディーバディ（ソン・ミス〈ユイ〉）
- パンチドランク・ラブ
- ヒックとドラゴン（ラフ〈ブロンウィン・ジェームズ〉[11]）
- ビッグママ・ハウス2（秘書）
- ピンクパンサー（ザニア〈ビヨンセ・ノウルズ〉）
- ファントム・スレッド（アルマ〈ヴィッキー・クリープス〉）
- 復讐のエトランゼ（フェイス〈レイチェル・スティーヴンス〉）
- フレディVSジェイソン（ジェイソン〈少年時代〉）
- ふわっとアルバート（ローリー〈ダニア・ラミレス〉）
- ママの遺したラヴソング（パーシー〈スカーレット・ヨハンソン〉）
- みんな私に恋をする
- ラスト・ソング（ブレイズ〈カーリー・チェイキン〉）
- ランド・オブ・ザ・ロスト（リンゼイ・スティーブンス〈リンゼイ・マッケオン〉）
- レクイエム（キム）
- レジェンド・オブ・フォール/果てしなき想い（イザベル・トゥー・ラドロー〈カリーナ・ロンバード〉）※BD版
- レディ・イン・ザ・ウォーター（ヤン・スーン・チョイ）
- ロスト・イン・トランスレーション（シャーロット〈スカーレット・ヨハンソン〉）

#### ドラマ
- ER緊急救命室
  - シーズン11 #20（メーガン・ネスビット〈アレクサ・ニコラス〉）
  - シーズン12 #16（キャサリン・“ケイティ”・オーダチョースキー〈ジリアン・ボーウェン〉）
  - シーズン13 #11（リジー〈ダニエル・ララキュエンテ〉）
- 1%の奇跡（イ・ジェヨン）
- Lの世界 (マーシー〈キャサリン・イザベル〉）シーズン６＃４
- 恐竜SFドラマ プライミーバル（アビー・メイランド〈ハンナ・スピアリット〉）
- グレイズ・アナトミー5（アマンダ）
- ゲーム・オブ・スローンズ（イグリット〈ローズ・レスリー〉）
- タバサ（タバサ〈リサ・ハートマン〉）
- CSI:科学捜査班（ロニー・ライト〈ジェシカ・ルーカス〉）
- CSI:マイアミ （パム・カーペンター〈アリエル・ケベル〉）シーズン３#16
- The O.C.（サマー・ロバーツ〈レイチェル・ビルソン〉）
- ダーティ・セクシー・マネー（リサ・ジョージ〈ゾーイ・マクレラン〉）
- チャームド 〜魔女3姉妹〜 ファイナル・シーズン（ピラー）
- 天国の樹（広瀬はな〈パク・シネ〉）
- ドクター・フー（ラッファロ〈青い宇宙人 配管工〉）
- バフィー 〜恋する十字架〜 第7シーズン（ケネディー）
- 犯罪捜査官ネイビーファイル（コーツ〈ゾーイ・マクレラン〉）
- フォーティチュード/極寒の殺人鬼（イェーバトン・ナタリー〈シエンナ・ギロリー〉[12]）
- BONES（デイジー・ウィック〈カーラ・ギャロ〉）
- ニュー・アムステルダム 医師たちのカルテ S4（ミア）
- ロズウェル - 星の恋人たち（テス・ハーディング〈エミリー・デ・レイヴィン〉）

#### アニメ
- アイス・エイジ2
- スポンジ・ボブ/スクエアパンツ ザ・ムービー
- ターザン2
- ロード・オブ・ザ・リング/ローハンの戦い（民1〈女性〉[13]）

### インターネットラジオ
- スパロボOGネットラジオ うますぎWAVE（2007年 - 2012年）

### CM
- ホンダ 低床・低重心ミニバン（2007年）ナレーター

### 舞台
- あほんだれ一代
- 雨ふり小僧
- 踊れ艦隊のレディたち
- 幸福な死体
- JOKER
- チャーリーはどこだ
- 灰と砂
- プレイハウスクリーチャーズ
- 欲張りな女